# محصر عضلي عصبي
المحصِرات العضلية العصبية هي الأدوية التي تحصر النقل العضلي العصبي في الموصل العصبي العضلي، مؤدية إلى شلل العضلات الهيكلية المتأثرة. يحدث هذا عبر تأثيرها في مستقبلات الأستيل كولين (إن إم) بعد المشبكية.
في الاستخدام السريري، يُستخدم المحصر العضلي العصبي بالترافق مع التخدير من أجل إنتاج الشلل، لشل الحبال الصوتية بهدف تنبيب الرغامى من جهة، وتحسين الساحة الجراحية من خلال تثبيط التهوية التلقائية واسترخاء العضلات الهيكلية من جهة أخرى. نظرًا إلى تأثير الجرعة المناسبة من الدواء المحصر العضلي العصبي في العضلات اللازمة للتنفس مؤديًا إلى شلها (أي الحجاب الحاجز)، يجب توفر التهوية الميكانيكية من أجل الحفاظ على التنفس الكافي.
يبقى المريض على وعي بالألم حتى بعد حدوث حصر توصيل كامل؛ بالتالي، يجب إعطاء المخدرات العامة و/أو مسكنات الألم من أجل كبح الوعي تحت التخدير.

## آلية التأثير
ترتبط المرخيات العضلية الرباعية مع مستقبلات الأسيتيل كولين النيكوتينية وتعيق ارتباط الأسيتيل كولين بالمستقبل، أو تأثيره على المستقبل، أو تثبطه. يتميز مستقبل الأسيتيل كولين بموقعين مستقبلين إذ يتطلب تنشيط المستقبل الارتباط بكلا الموقعين. يقع كل من هذين الموقعين في إحدى وحدتي α الفرعيتين للمستقبل. يتميز كل موقع مستقبل بموقعين فرعيين، موقع أنيوني مرتبط برأس الأمونيوم الكاتيوني وموقع مرتبط بعامل الحصر عبر منح الرابطة الهيدروجينية.
العوامل غير المزيلة للاستقطاب يؤدي انخفاض ارتباط الأسيتيل كولين إلى انخفاض تأثيره وانخفاض قابلية حدوث النقل العصبوني إلى العضلات. من المتفق عليه عمومًا أن حصر العوامل غير المزيلة للاستقطاب عائد إلى عملها كمثبطات تنافسية عكوسة. إذ ترتبط مع المستقبل كمناهضات ما من شأنه خفض عدد المستقبلات المتاحة لربط الأسيتيل كولين.
العوامل المزيلة للاستقطاب تنتج هذه العوامل الحصر عن طريق ارتباطها مع مستقبلات الأسيتيل كولين وتنشيطها، ما يؤدي في البداية إلى التقلص العضلي ثم لاحقًا الشلل. ترتبط مع المستقبلات مسببة زوال الاستقطاب عبر فتح القنوات مثل الأسيتيل كولين تمامًا. يؤدي هذا إلى استثارة متكررة أطول من استثارة الأسيتيل كولين العادية، ويمكن تفسيرها غالبًا بمقاومة العوامل المزيلة للاستقطاب لإنزيم الأسيتيل كولين. يحافظ زوال الاستقطاب هذا إلى جانب تحريض المستقبلات على مقاومة الصفيحة النهائية للتنشيط بواسطة الأسيتيل كولين. بالنتيجة، لا يستطيع النقل العصبوني الطبيعي إلى العضلات التسبب بالتقلص العضلي بسبب زوال استقطاب الصفيحة النهائية بالتالي شلل العضلات.
الارتباط مع المستقبل النيكوتيني تحتاج الجزيئات القصيرة مثل الأسيتيل كولين إلى جزيئين لتنشيط المستقبل، واحد لكل موقع مستقبل. تتسع مجانسات الديكاميثونيوم، التي تفضل مطابقات الخط المستقيم (حالتها الطاقية الأكثر انخفاضًا)، عادة للموقعين المستقبلين بجزيء واحد (موقع ربط داخلي). تحتاج المجانسات الأطول إلى الانحناء لتتلاءم مع الموقعين المستقبلين.
عادة ما تؤدي الطاقة الأكبر اللازمة لربط الجزيء وتلاؤمه إلى انخفاض الفاعلية.

## الآثار الضارة
يؤدي هذا الدواء إلى شلل الحجاب الحاجز، ما يتطلب توفر التهوية الميكانيكية من أجل تأمين التنفس.
بالإضافة إلى ذلك، قد يظهر هذا الدواء تأثيرات قلبية وعائية، نظرًا إلى أنها غير انتقائية بالكامل لمستقبلات النيكوتين، بالتالي قد تؤثر على مستقبلات المسكارين. عند حصر مستقبلات النيكوتين في العقدة المستقلية أو لب الغدة الكظرية، قد يؤدي هذا الدواء إلى أعراض ذاتية. تسهل حاصرات الوصل العضلي العصبي أيضًا تحرير الهستامين، ما يسبب انخفاض ضغط الدم، والتورد وتسرع القلب.
يحرض سكسينيل الكولين أيضًا حدوث فرط الحرارة الخبيث في بعض الحالات النادرة لدى المرضى المعرضين للإصابة.
عند إزالة استقطاب العضلات، قد يحرض السكساميثونيوم التحرير العابر لكميات كبيرة من البوتاسيوم من الألياف العضلية. يعرض ذلك المريض لخطر مضاعفات مهددة للحياة، مثل فرط بوتاسيوم الدم واضطراب النظم القلبي.
تظهر بعض الأدوية أيضًا، مثل المضادات الحيوية الأمينوغليكوزيد والبوليميكسين وبعض الفلوروكينولونات، تأثيرًا محصرًا للوصل العصبي العضلي كإحدى الآثار الجانبية لها.

## أثر التقدير
تشمل وسائل تقدير درجة الحصر العصبي العضلي كلًا من تقييم الاستجابة العضلية للمنبهات من المسرى الكهربي السطحي، مثل اختبار قطار الأربع رصدات القائم على إعطاء أربعة منبهات في تتابع سريع. عند عدم وجود حصر عصبي عضلي، تتساوى التقلصات العضلية الناتجة في شدتها، لكنها تنخفض بشكل تدريجي في حال حدوث حصر عصبي عضلي. يُوصى به خلال استخدام عوامل الحصر العصبي العضلي ذات التسريب المستمر في الحالات الحرجة.

## الاعتكاس
من الممكن عكس تأثير الأدوية المحصرة للوصل العصبي العضلي غير المزيلة للاستقطاب بواسطة مثبطات إستيراز الأسيتيل كولين، والنيوستغمين والإدروفونيوم كأمثلة شائعة الاستخدام. يتميز الإدروفونيوم ببدء تأثيره السريع بالمقارنة مع النيوستغمين، لكن استخدامه في مناهضة الحصر العصبي العضلي العميق غير موثوق. تزيد مثبطات إستيراز الأسيتيل كولين كمية الأسيتيل كولين في الموصل العصبي العضلي، بالتالي يشترط تأثيرها وجود حصر عصبي عضلي غير كامل، يعود ذلك إلى انعدام أهمية كمية الأسيتيل كولين الموجودة في حال حصر جميع مستقبلات الأسيتيل كولين.
يمثل سوغاماديكس أحد أنواع الأدوية الحديثة المستخدمة في اعتكاس الحصر العصبي العضلي عبر استخدام الروكورونيوم والفيكورونيوم في التخدير العام. ويُعد أول عامل رابط مرخ انتقائي (إس آر بي إيه).